# Fischer Ridge
Fischer Ridge ist ein vereister Gebirgskamm im ostantarktischen Viktorialand. In den Admiralitätsbergen erstreckt er sich in nordwest-südöstlicher Ausrichtung zwischen dem Kirk- und dem Ironside-Gletscher.
Der United States Geological Survey kartierte den Gebirgskamm anhand eigener Vermessungen und mithilfe von Luftaufnahmen der United States Navy aus den Jahren von 1960 bis 1963. Das Advisory Committee on Antarctic Names benannte ihn 1970 nach dem US-amerikanischen Atmosphärenchemiker William H. Fischer, der von 1966 bis 1967 auf der McMurdo Station tätig war.